# ヤニス・ミハイリディス
ヤニス・ミハイリディス（ギリシア語: Γιάννης Μιχαηλίδης、2000年2月18日 - ）は、ギリシャのサッカー選手。ギリシャ代表。ポジションはDF。

## クラブ歴
PAOKテッサロニキの下部組織ではU-17からU-19にかけて70戦無敗を誇った。
2019年3月にトップチームに昇格、6月28日にトップチーム初出場を記録。同シーズン最終節に初得点を記録した。

## 代表歴
2020年8月にギリシャA代表初招集。10月7日のオーストリア代表との親善試合で代表初出場を記録した。